# Tanzsportweltmeisterschaft (Standard)
Weltmeisterschaften der Standardtänze gibt es seit 1909, als Camille de Rhynal jährliche Meisterschaften in Paris abhielt. Die historischen Aufzeichnungen aus den Jahren vor dem Ersten Weltkrieg sind lückenhaft. Erst seit 1922, als der Tanzsport nach Profis und Amateuren aufgeteilt wurde, sind vollständige Aufzeichnungen erhalten. Im Jahr 1922 wurde zum ersten Mal ein Weltmeister aller Standardtänze gekürt, während die Titel vorher nach einzelnen Tänzen vergeben wurden.
Diese jährlichen Wettbewerbe wurden 1936 offiziell. Mit dem Ausbruch des Zweiten Weltkriegs wurden die Weltmeisterschaften sechs Jahre lang ausgesetzt. Danach zersplitterte die Szene der Standardtänzer immer mehr, als verschiedene konkurrierende Organisationen versuchten, die offizielle Vertretung der Standardtänze für sich zu beanspruchen. Schließlich wurde im September 1950 die International Council of Ballroom Dancing (ICBD) gegründet. Sie wurde die erste internationale professionelle Tanzorganisation und alle Wettbewerbe, die von sich behaupteten die „Weltmeisterschaft“ zu sein, wurden von ihren Mitgliedsstaaten boykottiert.
1959 wurden die Meisterschaften erneut ins Leben gerufen, diesmal unter der Kontrolle der ICBD, und werden seither regelmäßig ausgetragen. Die ICBD wurde später in World Dance Council umbenannt.
Heute finden sowohl bei den Amateuren, als auch bei den Profis Weltmeisterschaften in den Standardtänzen statt.

## Profis
Die Weltmeisterschaften der Professionals wurden lange Zeit nur durch das World Dance Council (WDC) durchgeführt. Die World Dancesport Federation (WDSF) gründete eine eigene Professional Division (PD), welche ebenfalls jährlich Weltmeisterschaften der Professionals austrägt.

### WDC Weltmeister Professional Standard
| Jahr | Sieger                                    | Herkunft              | Austragungsort       | Halle                 |
| ---- | ----------------------------------------- | --------------------- | -------------------- | --------------------- |
| 1922 | Victor Sylvester & Phylis Clark           | England               |                      |                       |
| 1923 | Maxwell Stewart & Barbara Miles           | England               |                      |                       |
| 1924 | Maxwell Stewart & Barbara Miles           | England               |                      |                       |
| 1925 | Henri Catalan & ?                         | Spanien               |                      |                       |
| 1926 | Maxwell Stewart & Pat Sykes               | England               |                      |                       |
| 1927 | Edward Blunt & Doris Germai               | England               |                      |                       |
| 1928 | Maxwell Stewart & Pat Sykes               | England               |                      |                       |
| 1929 | Herbert Jenull & Gerti Hepprich           | England               |                      |                       |
| 1930 | Maxwell Stewart & Pat Sykes               | England               |                      |                       |
| 1931 | Arthur Milner & Norma Cave                | England               |                      |                       |
| 1932 | Marcel & Mme Chapoul                      | Frankreich            |                      |                       |
| 1933 | Sydney Stern & Mae Walmsey                | England               |                      |                       |
| 1934 | Marcel & Mme Chapoul                      | Frankreich            |                      |                       |
| 1935 | Marcel & Mme Chapoul                      | Frankreich            |                      |                       |
| 1936 | Marcel & Mme Chapoul                      | Frankreich            |                      |                       |
| 1937 | Arthur Norton & Pat Eaton                 | England               |                      |                       |
| 1938 | Arthur Norton & Pat Eaton                 | England               |                      |                       |
| 1939 | Arthur Norton & Pat Eaton                 | England               |                      |                       |
| 1947 | Victor Barret & Doreen Freeman            | England               |                      |                       |
| 1948 | Bob Henderson & Eileen Henshall           | England               |                      |                       |
| 1949 | Bob Henderson & Eileen Henshall           | England               |                      |                       |
| 1950 | Bob Henderson & Eileen Henshall           | England               |                      |                       |
| 1959 | Desmond Ellison & Brenda Winslade         | England               | London               | Lyceum Ballroom       |
| 1960 | Bill & Bobbie Irvine                      | Südafrikanische Union | Berlin               | Deutschlandhalle      |
| 1961 | Harry Smith-Hampshire & Doreen Casey      | England               | London               | Hammersmith Palais    |
| 1962 | Bill & Bobbie Irvine                      | England               | Melbourne            | Festival Hall         |
| 1963 | Bill & Bobbie Irvine                      | England               | London               | Royal Albert Hall     |
| 1964 | Bill & Bobbie Irvine                      | England               | Berlin               | Deutschlandhalle      |
| 1965 | Bill & Bobbie Irvine                      | England               | Wembley              | Empire Pool           |
| 1966 | Peter Eggleton & Brenda Winslade          | England               | Berlin               | Deutschlandhalle      |
| 1967 | Bill & Bobbie Irvine                      | England               | Melbourne            | Festival Hall         |
| 1968 | Bill & Bobbie Irvine                      | England               | London               | Royal Albert Hall     |
| 1969 | Peter Eggleton & Brenda Winslade          | England               | Tokio                | Nippon Budokan Hall   |
| 1970 | Peter Eggleton & Brenda Winslade          | England               | London               | Royal Albert Hall     |
| 1971 | Anthony Hurley & Fay Saxton               | England               | Berlin               | Deutschlandhalle      |
| 1972 | Anthony Hurley & Fay Saxton               | England               | London               | Royal Albert Hall     |
| 1973 | Richard & Janet Gleave                    | England               | New York             | Madison Square Garden |
| 1974 | Richard & Janet Gleave                    | England               | Nürnberg             | Meistersingerhalle    |
| 1975 | Richard & Janet Gleave                    | England               | Berlin               | Deutschlandhalle      |
| 1976 | Richard & Janet Gleave                    | England               | London               | Royal Albert Hall     |
| 1977 | Richard & Janet Gleave                    | England               | Tokio                | Nippon Budokan Hall   |
| 1978 | Richard & Janet Gleave                    | England               | London               | Royal Albert Hall     |
| 1979 | Richard & Janet Gleave                    | England               | München              | Olympiahalle          |
| 1980 | Richard & Janet Gleave                    | England               | Perth                | Entertainment Centre  |
| 1981 | Michael & Vickey Barr                     | England               | Berlin               | Deutschlandhalle      |
| 1982 | Michael & Vickey Barr                     | England               | Tokio                | Nippon Budokan Hall   |
| 1983 | Michael & Vickey Barr                     | England               | London               | Hammersmith Palais    |
| 1984 | Michael & Vickey Barr                     | England               | New York             | Madison Square Garden |
| 1985 | Michael & Vickey Barr                     | England               | Dortmund             | Westfalenhalle        |
| 1986 | Stephen & Lindsey Hillier                 | England               | Tokio                | Nippon Budokan Hall   |
| 1987 | Stephen & Lindsey Hillier                 | England               | Bournemouth          |                       |
| 1988 | Stephen & Lindsey Hillier                 | England               | Berne                |                       |
| 1989 | John Wood & Anne Lewis                    | England               | Blackpool            | Winter Gardens        |
| 1990 | Marcus & Karen Hilton                     | England               | Tokio                | Nippon Budokan Hall   |
| 1991 | Marcus & Karen Hilton                     | England               | Berlin               | Deutschlandhalle      |
| 1992 | Marcus & Karen Hilton                     | England               | München              |                       |
| 1993 | Marcus & Karen Hilton                     | England               | Niederlande          |                       |
| 1994 | Marcus & Karen Hilton                     | England               | Norwegen             |                       |
| 1995 | Marcus & Karen Hilton                     | England               |                      |                       |
| 1996 | Marcus & Karen Hilton                     | England               |                      |                       |
| 1997 | Marcus & Karen Hilton                     | England               | Blackpool            | Winter Gardens        |
| 1998 | Marcus & Karen Hilton                     | England               |                      |                       |
| 1999 | Luca & Loraine Baricchi                   | England               | Bielefeld            | Seidensticker Halle   |
| 2000 | Augusto Schiavo & Caterina Arzenton       | Italien               | Graz                 |                       |
| 2001 | Luca & Loraine Baricchi                   | England               | Salsomaggiore Terme  |                       |
| 2002 | Christopher Hawkins & Hazel Newberry      | England               | Blackpool            | Winter Gardens        |
| 2003 | Christopher Hawkins & Hazel Newberry      | England               | Miami (Florida)      | Westin Diplomat       |
| 2004 | Christopher Hawkins & Hazel Newberry      | England               | Tokio                | Nippon Budokan Hall   |
| 2005 | Mirko Gozzoli & Alessia Betti             | Italien               | Blackpool            | Winter Gardens        |
| 2006 | Mirko Gozzoli & Alessia Betti             | Italien               | Chiba                |                       |
| 2007 | Mirko Gozzoli & Alessia Betti             | Italien               | Blackpool            | Winter Gardens        |
| 2008 | Mirko Gozzoli & Alessia Betti             | Italien               | Bonn                 | Hotel Maritim         |
| 2009 | Arunas Bizokas & Katusha Demidova         | Vereinigte Staaten    | Tokio                | Nippon Budokan Hall   |
| 2010 | Arunas Bizokas & Katusha Demidova         | Vereinigte Staaten    | Gatineau             |                       |
| 2011 | Arunas Bizokas & Katusha Demidova         | Vereinigte Staaten    | Seoul                |                       |
| 2012 | Arunas Bizokas & Katusha Demidova         | Vereinigte Staaten    | Blackpool            | Winter Gardens        |
| 2013 | Arunas Bizokas & Katusha Demidova         | Vereinigte Staaten    | Moskau               |                       |
| 2014 | Arunas Bizokas & Katusha Demidova         | Vereinigte Staaten    | Blackpool            | Winter Gardens        |
| 2015 | Arunas Bizokas & Katusha Demidova         | Vereinigte Staaten    | Irvine (Kalifornien) | Hotel Irvine          |
| 2016 | Arunas Bizokas & Katusha Demidova         | Vereinigte Staaten    | Blackpool            | Winter Gardens        |
| 2017 | Arunas Bizokas & Katusha Demidova         | Vereinigte Staaten    | Moskau               | Kreml                 |
| 2018 | Arunas Bizokas & Katusha Demidova         | Vereinigte Staaten    | Moskau               |                       |
| 2019 | Andrea Ghigiarelli & Sara Andracchio      | England               | Penang               |                       |
| 2020 | Aufgrund der COVID-19-Pandemie abgesagt   | -                     | -                    | -                     |
| 2021 | Domen Krapez & Natascha Karabey           | Deutschland           | Blackpool            | Winter Gardens        |
| 2022 | Valerio Antonio Colantoni & Anna Demidova | Vereinigte Staaten    | Assen                | The Bonte Wever       |
| 2023 | Valerio Antonio Colantoni & Anna Demidova | Vereinigte Staaten    | Baku                 | JW Marriot            |
| 2024 | Dusan Dragovic & Valeria Agikyan          | England               | Las Vegas            | Bellagio Casino Hotel |

### WDSF Weltmeister Professional Standard
| Jahr | Sieger                                  | Herkunft    | Austragungsort     |
| ---- | --------------------------------------- | ----------- | ------------------ |
| 2011 | Paolo Bosco & Silvia Pitton             | Italien     | Tallinn            |
| 2012 | Domenico Soale & Gioia Cerasoli         | Italien     | Moskau             |
| 2013 | Mirko Gozzoli & Edita Daniute           | Litauen     | Bassano del Grappa |
| 2014 | Mirko Gozzoli & Edita Daniute           | Litauen     | Nanjing            |
| 2015 | Benedetto Ferruggia & Claudia Köhler    | Deutschland | Leipzig            |
| 2016 | Emanuel Valeri & Tania Kehlet           | Dänemark    | Aarhus             |
| 2017 | Benedetto Ferruggia & Claudia Köhler    | Deutschland | Prag               |
| 2018 | Björn Bitsch & Ashli Williamson         | Dänemark    | Moskau             |
| 2019 | Dmitry Zharkov & Olga Kulikova          | Russland    | Leipzig            |
| 2020 | Aufgrund der COVID-19-Pandemie abgesagt | -           | -                  |
| 2021 | Dmitry Zharkov & Olga Kulikova          | Russland    | Dubai              |
| 2022 | Nikolay Darin & Natalia Seredina        | Moldau      | Toronto            |
| 2023 | Vaidotas Lacitis & Veronika Golodneva   | Litauen     | Kaunas             |
| 2024 | Evaldas Sodeika & Ieva Sodeikiene       | Litauen     | Dresden            |

## Amateure
Die Weltmeisterschaften der Amateure werden durch die World Dance Sport Federation (WDSF) durchgeführt.

### Hauptgruppe
| Jahr | Sieger | Herkunft                                                | Austragungsort                                           |
| ---- | --- | ------------------------------------------------------- | -------------------------------------------------------- |
| 1936 | John Wells & Renée Sissons | Vereinigtes Königreich                                  | Bad Nauheim, Deutschland                                 |
| 1937 | John Wells & Renée Sissons | Vereinigtes Königreich                                  | Zoppot, Polen                                            |
| 1938 | John Wells & Renée Sissons | Vereinigtes Königreich                                  | Zoppot, Polen                                            |
| 1939 | John Wells & Renée Sissons | Vereinigtes Königreich                                  | München, Deutschland                                     |
| 1946 | George & Jean Holloway | Vereinigtes Königreich                                  | Brüssel, Belgien                                         |
| 1947 | Bob Burgess & Margret Baker Jakob Gerschwiler & Maisie Walker                                                                  | Vereinigtes Königreich Schweiz / Vereinigtes Königreich | Paris, Frankreich                                        |
| 1948 | Bob Burgess & Margret Baker Syd Perkin & Doris Prater                                                                          | Vereinigtes Königreich                                  | Paris, Frankreich Helsinki, Finnland                     |
| 1949 | René & Jacqueline Foucard Arne & Agnes Rasmussen                                                                               | Frankreich Dänemark                                     | Paris, Frankreich Brüssel, Belgien                       |
| 1950 | Arne & Agnes Rasmussen Albert Delisle & Monique Desmerger Eric Lashbrooke & Sheila Wilikinson                                  | Dänemark Frankreich Vereinigtes Königreich              | Kopenhagen, Dänemark Paris, Frankreich Lausanne, Schweiz |
| 1959 | Peter Eggleton & Diana Gradwell                                                                                                | Vereinigtes Königreich                                  |                                                          |
| 1960 | Michael Houseman & Valerie Waite                                                                                               | Vereinigtes Königreich                                  | München, Deutschland                                     |
| 1961 | Anthony Hurley & Fay Saxton | Vereinigtes Königreich                                  | London, Vereinigtes Königreich                           |
| 1962 | Len Armstrong & Elain Welch | Vereinigtes Königreich                                  | Berlin, Deutschland                                      |
| 1963 | John & Betty Westley | Vereinigtes Königreich                                  | London, Vereinigtes Königreich                           |
| 1964 | John & Betty Westley | Vereinigtes Königreich                                  | Sydney, Australien                                       |
| 1965 | John & Betty Westley | Vereinigtes Königreich                                  | London, Vereinigtes Königreich                           |
| 1966 | George Coad & Patricia Thompson                                                                                                | Vereinigtes Königreich                                  | Bremen, Deutschland                                      |
| 1967 | George Coad & Patricia Thompson                                                                                                | Vereinigtes Königreich                                  | London, Vereinigtes Königreich                           |
| 1968 | Mervin Higgins & June Hunt | Vereinigtes Königreich                                  | Bremen, Deutschland                                      |
| 1969 | Richard Gleave & Janet Wade | Vereinigtes Königreich                                  | London, Vereinigtes Königreich                           |
| 1970 | Richard Gleave & Janet Wade | Vereinigtes Königreich                                  | Münster, Deutschland                                     |
| 1971 | Byron Charlton & Maureen Alexander                                                                                             | Vereinigtes Königreich                                  | London, Vereinigtes Königreich                           |
| 1972 | Michael Barr & Vicky Green | Vereinigtes Königreich                                  |                                                          |
| 1973 | Michael Barr & Vicky Green | Vereinigtes Königreich                                  |                                                          |
| 1974 | Frank Venables & Lynn Horwood                                                                                                  | Vereinigtes Königreich                                  |                                                          |
| 1975 | Glenn & Lynette Boyce | Vereinigtes Königreich                                  |                                                          |
| 1976 | Robert & Barbara Grover | Vereinigtes Königreich                                  |                                                          |
| 1977 | Greg Smith & Marion Alleyne | Australien                                              |                                                          |
| 1978 | Stephen & Lindsey Hillier | England                                                 |                                                          |
| 1979 | Hans-Henrik & Anne-Margrethe Laxholm                                                                                           | Dänemark                                                |                                                          |
| 1980 | Hans-Henrik & Anne-Margrethe Laxholm                                                                                           | Dänemark                                                | Kopenhagen, Dänemark                                     |
| 1981 | Kenny Welsh & Kathy Gilmartin                                                                                                  | England                                                 | Duisburg, Deutschland                                    |
| 1982 | Max-Ulrich Busch & Renate Hilgert                                                                                              | Ahorn Club Berlin, Deutschland                          | Frankfurt, Deutschland                                   |
| 1983 | John Wood & Heather Stuart | England                                                 | Aarhus, Dänemark                                         |
| 1984 | Glen Weis & Gillian Thickett                                                                                                   | Dänemark                                                | Mannheim, Deutschland                                    |
| 1985 | Glen Weis & Gillian Thickett                                                                                                   | Dänemark                                                | Southampton, England                                     |
| 1986 | Oliver & Martina Wessel-Therhorn                                                                                               | Residenz Münster, Deutschland                           | Aarhus, Dänemark                                         |
| 1987 | Oliver & Martina Wessel-Therhorn                                                                                               | Residenz Münster, Deutschland                           | Mannheim, Deutschland                                    |
| 1988 | Andrew Sinkinson & Loraine Barry                                                                                               | England                                                 | Frankfurt, Deutschland                                   |
| 1989 | Andrew Sinkinson & Loraine Barry                                                                                               | England                                                 | Haugesund, Norwegen                                      |
| 1990 | Lasse Ødegaard & Laila Kragebøl                                                                                                | Norwegen                                                | Udine, Italien                                           |
| 1991 | Kim Rygel & Cecilie Brinck | Norwegen                                                | Bremen, Deutschland                                      |
| 1992 | Kim Rygel & Cecilie Brinck | Norwegen                                                | Singapur, Singapur                                       |
| 1993 | Augusto Schiavo & Caterina Arzenton                                                                                            | Italien                                                 | Provo, Vereinigte Staaten                                |
| 1994 | Jens Werner & Charlotte Jörgensen                                                                                              | Dänemark                                                | Kopenhagen, Dänemark                                     |
| 1995 | Massimo Giorgianni & Alessia Manfredini                                                                                        | Italien                                                 | Slagharen, Niederlande                                   |
| 1996 | Massimo Giorgianni & Alessia Manfredini                                                                                        | Italien                                                 | Wien Österreich                                          |
| 1997 | Christopher Hawkins & Hazel Newberry                                                                                           | England                                                 | Karlsruhe, Deutschland                                   |
| 1998 | William Pino & Alessandra Bucciarelli                                                                                          | Italien                                                 | Tokyo, Japan                                             |
| 1999 | William Pino & Alessandra Bucciarelli                                                                                          | Italien                                                 | London, Vereinigtes Königreich                           |
| 2000 | Jonathan Crossley & Kylie Jones                                                                                                | England                                                 | Bratislava, Slowakei                                     |
| 2001 | Jonathan Crossley & Kylie Jones                                                                                                | England                                                 | Miami (Florida), Vereinigte Staaten                      |
| 2002 | Mirko Gozzoli & Alessia Betti                                                                                                  | Italien                                                 | Espoo, Finnland                                          |
| 2003 | Mirko Gozzoli & Alessia Betti                                                                                                  | Italien                                                 | Wien, Österreich                                         |
| 2004 | Domenico Soale & Gioia Cerasoli                                                                                                | Italien                                                 | Vilnius, Litauen                                         |
| 2005 | Domenico Soale & Gioia Cerasoli                                                                                                | Italien                                                 | Krefeld, Deutschland                                     |
| 2006 | (Arunas Bizokas & Edita Daniute) (Bizokas/Daniute wurde wegen Dopingverstoßes der Titel aberkannt) Paolo Bosco & Silvia Pitton | ( Litauen) Italien                                      | Aarhus, Dänemark                                         |
| 2007 | Paolo Bosco & Silvia Pitton | Italien                                                 | Moskau, Russland                                         |
| 2008 | Paolo Bosco & Silvia Pitton | Italien                                                 | Wien, Österreich                                         |
| 2009 | Benedetto Ferruggia & Claudia Köhler                                                                                           | Deutschland                                             | Aarhus, Dänemark                                         |
| 2010 | Benedetto Ferruggia & Claudia Köhler                                                                                           | Deutschland                                             | Wetzlar, Deutschland                                     |
| 2011 | Emanuel Valeri & Tania Kehlet                                                                                                  | Dänemark                                                | Moskau, Russland                                         |
| 2012 | Benedetto Ferruggia & Claudia Köhler                                                                                           | Deutschland                                             | Melbourne, Australien                                    |
| 2013 | Emanuel Valeri & Tania Kehlet                                                                                                  | Dänemark                                                | Kiew, Ukraine                                            |
| 2014 | Simone Segatori & Annette Sudol                                                                                                | Deutschland                                             | Wien, Österreich                                         |
| 2015 | Dmitry Zharkov & Olga Kulikova                                                                                                 | Russland                                                | Vilnius, Litauen                                         |
| 2016 | Dmitry Zharkov & Olga Kulikova                                                                                                 | Russland                                                | Aarhus, Dänemark                                         |
| 2017 | Dmitry Zharkov & Olga Kulikova                                                                                                 | Russland                                                | Chengdu, China                                           |
| 2018 | Dmitry Zharkov & Olga Kulikova                                                                                                 | Russland                                                | Wien, Österreich                                         |
| 2019 | Evaldas Sodeika & Ieva Zukauskaite                                                                                             | Litauen                                                 | Vilnius, Litauen                                         |
| 2020 | Aufgrund der COVID-19-Pandemie abgesagt                                                                                        | -                                                       | -                                                        |
| 2021 | Evaldas Sodeika & Ieva Zukauskaite                                                                                             | Litauen                                                 | Brünn, Tschechien                                        |
| 2022 | Francesco Galuppo & Debora Pacini                                                                                              | Italien                                                 | Rimini, Italien                                          |
| 2023 | Evaldas Sodeika & Ieva Zukauskaite                                                                                             | Litauen                                                 | Wuxi, Volksrepublik China                                |
| 2024 | Alexey Glukhov & Anastasia Glazunova                                                                                           | Moldau                                                  | Leipzig, Deutschland                                     |

### Senioren I
| Jahr | Sieger                                   | Herkunft    | Austragungsort             |
| ---- | ---------------------------------------- | ----------- | -------------------------- |
| 1994 | Hans-Jürgen & Ulrike Burger              | Deutschland | Bourges, Frankreich        |
| 1995 | Hans-Jürgen & Ulrike Burger              | Deutschland | Nizza, Frankreich          |
| 1996 | Hans-Jürgen & Ulrike Burger              | Deutschland | Mainz, Deutschland         |
| 1997 | Hans-Jürgen & Ulrike Burger              | Deutschland | Wolfsburg, Deutschland     |
| 1998 | Hans-Jürgen & Ulrike Burger              | Deutschland | Wien, Österreich           |
| 1999 | Hans-Jürgen & Ulrike Burger              | Deutschland | Auckland, Neuseeland       |
| 2000 | Hans-Jürgen & Ulrike Burger              | Deutschland | Amsterdam, Niederlande     |
| 2001 | Domizio Giovannini & Annisa Baldo        | Italien     | Turin, Italien             |
| 2002 | Domizio Giovannini & Annisa Baldo        | Italien     | Lüttich, Belgien           |
| 2003 | Volker Schmidt & Ellen Jonas             | Deutschland | Usti Nad Labem, Tschechien |
| 2004 | Volker Schmidt & Ellen Jonas             | Deutschland | Antwerpen, Belgien         |
| 2005 | Volker Schmidt & Ellen Jonas             | Deutschland | Wetzlar, Deutschland       |
| 2006 | Slawek Lukawczyk & Edna Klein            | Belgien     | Antwerpen, Belgien         |
| 2007 | Stefano Bernardini & Stefania Martellini | Italien     | Mislata, Spanien           |
| 2008 | Stefano Bernardini & Stefania Martellini | Italien     | Antwerpen, Belgien         |
| 2009 | Slawek Lukawczyk & Edna Klein            | Belgien     | Kingston, Kanada           |
| 2010 | Stefano Bernardini & Stefania Martellini | Italien     | Dresden, Deutschland       |
| 2011 | Tassilo & Sabine Lax                     | Deutschland | Antwerpen, Belgien         |
| 2012 | Tassilo & Sabine Lax                     | Deutschland | Antwerpen, Belgien         |
| 2013 | Stefano Bernardini & Stefania Martellini | Italien     | Dresden, Deutschland       |
| 2014 | Christian & Elena Bono                   | Italien     | Rimini, Italien            |
| 2015 | Christian & Elena Bono                   | Italien     | Prag, Tschechien           |
| 2016 | Christian & Elena Bono                   | Italien     | Boston, Vereinigte Staaten |
| 2017 | Balogh Csongor & Szabo Anita             | Ungarn      | Kistelek, Ungarn           |
| 2018 | Fabian Wendt & Anne Steinmann            | Deutschland | Miami, Vereinigte Staaten  |
| 2019 | Dmitry Vorobiev & Oxana Skripnik         | Russland    | Berlin, Deutschland        |
| 2020 | Dmitry Vorobiev & Oxana Skripnik         | Russland    | Antwerpen, Belgien         |
| 2021 | Martin Schmiel & Carolin Schmiel         | Deutschland | Rotterdam, Niederlande     |
| 2022 | Manuel Guidotti & Silvia Mariotti        | Italien     | Sibiu, Rumänien            |
| 2023 | Manuel Guidotti & Silvia Mariotti        | Italien     | Bremen, Deutschland        |
| 2024 | Manuel Guidotti & Silvia Mariotti        | Italien     | Kosice, Slowakei           |

### Senioren II
| Jahr | Sieger                                   | Herkunft    | Austragungsort             |
| ---- | ---------------------------------------- | ----------- | -------------------------- |
| 2006 | Bernd & Monika Kiefer                    | Deutschland | Monza, Italien             |
| 2007 | Fabio Pilon & Maddalena Merelli          | Italien     | Lüttich, Belgien           |
| 2008 | Michael & Beate Lindner                  | Deutschland | Lüttich, Belgien           |
| 2009 | Michael & Beate Lindner                  | Deutschland | Platja d'Aro, Spanien      |
| 2010 | Michael & Beate Lindner                  | Deutschland | Sitges, Spanien            |
| 2011 | Heinz-Josef & Aurelia Bickers            | Deutschland | Palma de Mallorca, Spanien |
| 2012 | Heinz-Josef & Aurelia Bickers            | Deutschland | Cambrils, Spanien          |
| 2013 | Heinz-Josef & Aurelia Bickers            | Deutschland | Calvià, Spanien            |
| 2014 | Carlo Righero & Manuela Traversi         | Italien     | Vancouver, Kanada          |
| 2015 | Stefano Bernardini & Stefania Martellini | Italien     | Rimini, Italien            |
| 2016 | Alberto Belometti & Barbara Pini         | Italien     | Antalya, Türkei            |
| 2017 | Pierre Payen & Isabelle Reyjal           | Frankreich  | Antwerpen, Belgien         |
| 2018 | Alberto Belometti & Barbara Pini         | Italien     | Olmütz, Tschechien         |
| 2019 | Thorsten Zirm & Sonja Schwarz            | Deutschland | Toronto, Kanada            |
| 2020 | Aufgrund der COVID-19-Pandemie abgesagt  | -           | -                          |
| 2021 | Gatis Simsons & Julija Simsone           | Lettland    | Rotterdam, Niederlande     |
| 2022 | Manuele Marinozzi & Sara Romagnoli       | Italien     | Rimini, Italien            |
| 2023 | Ruben Viciana Lopez & Eva Moya           | Spanien     | Bremen, Deutschland        |
| 2024 | Ruben Viciana Lopez & Eva Moya           | Spanien     | Rotterdam, Niederlande     |

### Senioren III
| Jahr | Sieger                                  | Herkunft    | Austragungsort             |
| ---- | --------------------------------------- | ----------- | -------------------------- |
| 2011 | Jouko & Helja Leppala                   | Finnland    | Mons, Belgien              |
| 2012 | Jouko & Helja Leppala                   | Finnland    | Palma de Mallorca, Spanien |
| 2013 | Vitam & Barbara Kodelja                 | Slowenien   | Antwerpen, Belgien         |
| 2014 | Michael & Beate Lindner                 | Deutschland | Madrid, Spanien            |
| 2015 | Michael & Beate Lindner                 | Deutschland | Antwerpen, Belgien         |
| 2016 | Michael & Beate Lindner                 | Deutschland | Rimini, Italien            |
| 2017 | Michael & Beate Lindner                 | Deutschland | Miami, Vereinigte Staaten  |
| 2018 | Moreno Carnelli & Michela Saggiorato    | Italien     | Olmütz, Tschechien         |
| 2019 | Moreno Carnelli & Michela Saggiorato    | Italien     | Bilbao, Spanien            |
| 2020 | Aufgrund der COVID-19-Pandemie abgesagt | -           | -                          |
| 2021 | Moreno Carnelli & Michela Saggiorato    | Italien     | Cagliari, Italien          |
| 2022 | Gert Faustmann & Alexandra Kley         | Deutschland | Rotterdam, Niederlande     |
| 2023 | Gert Faustmann & Alexandra Kley         | Deutschland | Platja d'Aro, Spanien      |
| 2024 | Gert Faustmann & Alexandra Kley         | Deutschland | Bremen, Deutschland        |

### Senioren IV
| Jahr | Sieger                                  | Herkunft   | Austragungsort          |
| ---- | --------------------------------------- | ---------- | ----------------------- |
| 2014 | Luca D'Andrea & Regina Scerrato         | Italien    | Calvià, Spanien         |
| 2015 | Luciano Ceruti & Rosa Nuccia Cappello   | Italien    | Tilburg, Niederlande    |
| 2016 | Luciano Ceruti & Rosa Nuccia Cappello   | Italien    | Antwerpen, Belgien      |
| 2017 | Luciano Ceruti & Rosa Nuccia Cappello   | Italien    | Pieve di Cento, Italien |
| 2018 | Renato Sibillo & Anna Cartini           | Italien    | Nagano, Japan           |
| 2019 | Luciano Ceruti & Rosa Nuccia Cappello   | Italien    | Antwerpen, Belgien      |
| 2020 | Aufgrund der COVID-19-Pandemie abgesagt | -          | -                       |
| 2021 | Roberto Furlan & Daniela Sattin         | Italien    | Cagliari, Italien       |
| 2022 | Michael Pauser & Claudia Molecz         | Österreich | Platja d'Aro, Spanien   |
| 2023 | Roberto Furlan & Daniela Sattin         | Italien    | Rotterdam, Niederlande  |
| 2024 | Michael Pauser & Claudia Molecz         | Österreich | Wien, Österreich        |